# NGC 450
NGC 450 је спирална галаксија у сазвежђу Кит која се налази на NGC листи објеката дубоког неба.
Деклинација објекта је - 0° 51' 41" а ректасцензија 1h 15m 30,4s. Привидна величина (магнитуда) објекта NGC 450 износи 11,6 а фотографска магнитуда 12,3. Налази се на удаљености од 20,744 милиона парсека од Сунца. NGC 450 је још познат и под ознакама UGC 806, MCG 0-4-62, CGCG 385-52, IRAS 01129-0107, UM 311, KCPG 27A, PGC 4540.